# Giulio Nicolini
Giulio Nicolini (Concesio, 7 luglio 1926 – Cremona, 19 giugno 2001) è stato un vescovo cattolico italiano.

## Biografia
Nacque a San Vigilio, frazione di Concesio, in provincia e diocesi di Brescia, il 7 luglio 1926.

### Ministero sacerdotale
Il 29 marzo 1952 fu ordinato presbitero, a Vicenza, per la confederazione dell'oratorio di San Filippo Neri.
Dopo l'ordinazione iniziò il suo ministero presso Lugano, in Svizzera, dove ricoprì l'incarico di cappellano per i migranti; vi rimase fino al 1972, incardinandosi, nel frattempo, nella diocesi di Lugano.
Chiamato a prestare la sua opera nella Curia romana, fu officiale del Pontificio consiglio della pastorale per i migranti e gli itineranti, dal 1972 al 1979, e officiale presso la Congregazione per i vescovi, dal 1979 al 1984. Il 30 novembre 1977 papa Paolo VI gli conferì il titolo onorifico di cappellano di Sua Santità.
Il 4 dicembre 1984 fu nominato vicedirettore della Sala stampa della Santa Sede, sotto la direzione di Joaquín Navarro-Valls, ricoprendo l'incarico fino alla nomina episcopale.

### Ministero episcopale
Il 16 luglio 1987 papa Giovanni Paolo II lo nominò vescovo di Alba; succedette ad Angelo Fausto Vallainc, deceduto l'8 dicembre 1986. Il 5 settembre 1987 ricevette l'ordinazione episcopale, nella basilica di San Pietro in Vaticano, per imposizione delle mani dello stesso pontefice, co-consacranti l'arcivescovo Eduardo Martínez Somalo e il vescovo Jean Pierre Marie Orchampt. Il 27 settembre seguente prese possesso della diocesi.
Il 16 febbraio 1993 lo stesso papa lo trasferì alla diocesi di Cremona, dove succedette a Enrico Assi, deceduto il 10 settembre 1992. Prese possesso della diocesi il 4 aprile.
Morì improvvisamente a causa di un ictus il 19 giugno 2001, all'età di 74 anni, nel palazzo vescovile di Cremona. Dopo le esequie, celebrate nella cattedrale di Cremona dal cardinale Carlo Maria Martini, arcivescovo metropolita di Milano, fu sepolto nella cripta dello stesso edificio.

## Genealogia episcopale e successione apostolica
La genealogia episcopale è:
- Cardinale Scipione Rebiba
- Cardinale Giulio Antonio Santori
- Cardinale Girolamo Bernerio, O.P.
- Arcivescovo Galeazzo Sanvitale
- Cardinale Ludovico Ludovisi
- Cardinale Luigi Caetani
- Cardinale Ulderico Carpegna
- Cardinale Paluzzo Paluzzi Altieri degli Albertoni
- Papa Benedetto XIII
- Papa Benedetto XIV
- Papa Clemente XIII
- Cardinale Enrico Benedetto Stuart
- Papa Leone XII
- Cardinale Chiarissimo Falconieri Mellini
- Cardinale Camillo Di Pietro
- Cardinale Mieczysław Halka Ledóchowski
- Cardinale Jan Maurycy Paweł Puzyna de Kosielsko
- Arcivescovo Józef Bilczewski
- Arcivescovo Bolesław Twardowski
- Arcivescovo Eugeniusz Baziak
- Papa Giovanni Paolo II
- Vescovo Giulio Nicolini

La successione apostolica è:
- Vescovo Maurizio Galli (1998)